# Merina de Cordoue
Pour les articles homonymes, voir Merina.
Merina de Cordoue, en espagnol Marina Fernández de Córdoba y Ayala (vers 1394 - 1431), 4e dame de Casarrubios del Monte, aussi connue sous le nom de Mariana de Ayala Córdoba y Toledo, est la fille de Diego Fernández de Córdoba y Carrillo, I señor de Baena et de Inés de Ayala, 3e dame de Casarrubios del Monte.

## Sources
- (es) Cet article est partiellement ou en totalité issu de l’article de Wikipédia en espagnol intitulé « Mariana Fernández de Córdoba y Ayala » (voir la liste des auteurs).